# Być jak Stanley Kubrick
Być jak Stanley Kubrick (ang. Colour Me Kubrick) – film z 2005 roku w reżyserii Briana W. Cooka.

## Obsada
- John Malkovich – Alan Conway
- James Faulkner – Oliver
- Jim Davidson – Lee Pratt
- Enzo Cilenti – Waldegrave
- Ayesha Dharker – Dr Stukeley